# Glosonema
Glosonema (Glossonema) je bývalý rod rostlin z čeledi toješťovité. Jsou to jednoleté nebo vytrvalé byliny s jednoduchými vstřícnými listy a květy s krátkou korunní trubkou. Rod zahrnuje 4 druhy a je rozšířen v suchých oblastech tropické Afriky, v Arábii a Asii na východ po Indii. Některé druhy jsou jedlé nebo se používají jako krmivo či v místní medicíně.
V roce 2016 byl rod Glossonema na základě výsledků fylogenetických studií vřazen spolu s dalšími rody do široce pojatého rodu Cynanchum (tolita).

## Popis
Zástupci rodu glosonema jsou jednoleté nebo vytrvalé byliny se vstřícnými jednoduchými listy. Květy jsou jednotlivé nebo uspořádané v chudokvětých postranních vrcholících. Kalich je členěný do 5 laloků. Koruna má krátkou trubku a vzpřímené nebo rozestálé korunní cípy. Pakorunka je pětilaločnatá, vyrůstající z konce korunní trubky, laloky pakorunky se střídají s korunními laloky. Tyčinky přirůstají v polovině nebo pod polovinou korunní trubky. Plodem je souplodí hladkých nebo ježatých měchýřků. Semena jsou plochá, s celistvým nebo zubatým okrajem a korunkou chlupů na vrcholu.

## Rozšíření
Rod glosonema zahrnuje 4 druhy. Je rozšířen v tropické a severní Africe, Arábii a Asii na východ po Pákistán a severozápadní Indii. Druh G. revoilii je rozšířen ve východní Africe od Tanzanie po Etiopii a Somálsko a na ostrově Sokotra. G. boveanum roste od západní Afriky po Arábii, G. varians od Arábie po Indii. Nejmenší areál má G. truppii, endemický druh horské oblasti v severním Somálsku.

## Taxonomie
Rod Glossonema byl v rámci čeledi Apocynaceae řazen do podčeledi Asclepiadoideae, tribu Asclepiadeae a subtribu Cynanchinae. Mezi blízce příbuzné rody náleží např. Cynanchum a Sarcostemma.
V roce 2016 byl rod Glossonema na základě výsledků fylogenetických studií vřazen spolu s dalšími rody do široce pojatého rodu Cynanchum (tolita).

## Význam
Bylina Glossonema boveanum subsp. nubicum slouží v suchých oblastech Afriky v dobách hladomoru jako nouzová potrava. Jedlá je celá rostlina a pojídá se za syrova. Jedlé jsou i mladé listy a plody G. varians. Rostlina je v Kataru používána jako dobré krmivo pro zvířata. V Pákistánu slouží plody G. varians jako léčivo při bolestech svalů, kašli a bolení v krku.